# Dělovoj centr (stanice metra v Moskvě, linka Filjovskaja)
Dělovoj centr (rusky Деловой центр), do 31. března 2024
Vystavočnaja  (rusky Выставочная), je stanice moskevského metra. Nachází se na větvi Filjovské linky, ve čtvrti Moskva-Siti, kterou také dopravně obsluhuje. Jedná se o jednu z nejmladších stanic, otevřena byla v roce 2005. Nachází se na východ od Moskva-Siti, nedaleko řeky Moskvy.

## Charakter stanice
Stanice se nachází přímo u východního okraje celé nové obchodní čtvrti. Je hloubená, s relativně odlišným architektonickým ztvárněním ve srovnání s dalšími stanicemi podobného typu. Ostrovní nástupiště má dvě úrovně; na spodní zastavují vlaky, horní pak slouží k přístupu do stanice z různých výstupů (tedy podobný systém jako například v pražské stanici Smíchovské nádraží či varšavské Plac Wilsona.
Výzdoba samotné stanice je relativně strohá; stěny za kolejištěm obkládají plastové panely a hnědý mramor, zbytek (sloupy, strop) pak plechové panely.